# Attacus rotundus
Attacus rotundus är en fjärilsart som beskrevs av Juriaanse och Johannus Lindemans 1920. Attacus rotundus ingår i släktet Attacus och familjen påfågelsspinnare. Inga underarter finns listade i Catalogue of Life.